# Organisme de bassins versants Duplessis
L'Organisme des bassins versants Duplessis (OBVD) est un organisme sans but lucratif, membre du Regroupement des organismes de bassins versants du Québec (ROBVQ).

## Historique
Fondé en 2010, l'OBVD est mandaté par le gouvernement du Québec pour élaborer le Plan directeur de l'eau (PDE).

## Territoire de l'organisme
L'organisme gère les cours d'eau sur un territoire de 162 700 km2 s’étendant de la rivière Pentecôte à la rivière de Blanc-Sablon.
Les municipalités régionales de comté présentent sur le territoire de l'organisme, sont :
- Minganie
- Basse-Côte-Nord
- Caniapiscau
- Sept-Rivières

## Rivières de l'étude

### Secteur Sept-Rivières
- Rivière Calumet
- Rivière Pentecôte
- Rivière Riverin
- Rivière Vachon
- Rivière aux Rochers
- Rivière Dominique
- Rivière Brochu
- Rivière Sainte-Marguerite
- Rivière Hall
- Rivière des Rapides
- Rivière du Poste
- Rivière Moisie
- Rivière Matamec
- Rivière Saint-Charles Ouest
- Rivière aux Loups Marins
- Rivière de la Pointe à la Perche
- Rivière Pigou
- Rivière à Fournier

### Secteur Minganie
- Rivière au Bouleau
- Rivière de l'île Jésus
- Rivière du Sault Plat
- Rivière Jos Ringuet
- Rivière Tortue
- Rivière à Moïse
- Rivière Manitou
- Rivière aux Graines
- Rivière Chaloupe
- Rivière de l'anse Verte
- Rivière Sheldrake
- Rivière Couture
- Rivière au Tonnerre
- Rivière Jupitagon
- Rivière Béline
- Rivière Magpie
- Rivière Saint-Jean
- Rivière à Boucher
- Rivière Mingan
- Rivière Lechasseur
- Rivière Romaine
- Rivière du Nord-Ouest
- Rivière à l'Ours
- Rivière du Milieu
- Rivière de la Corneille
- Rivière Pointe Tanguay
- Rivière Piashti
- Petite rivière Piashti
- Rivière Quetachou
- Rivière Véronique
- Rivière Quetachou
- Rivière Watshishou
- Rivière Crête White
- Petite rivière Watshishou
- Rivière Pontbriand
- Rivière Pashashibou
- Petite rivière du Milieu
- Rivière Nabisipi
- Rivière Aguanish
- Rivière Uahtauakau
- Petite rivière Natashquan
- Rivière Natashquan

## Rôle de l'organisme
L'OBVD a pour mission la mise en œuvre de la gestion intégrée de l'eau des bassins versants, dans une perspective de développement durable. Pour ce faire, il a comme objectif d'instaurer une gestion participative en réunissant les différents utilisateurs des ressources du territoire afin de prendre des décisions concertées. Les buts sous-jacents sont la préservation et la mise en valeur des habitats aquatiques et fauniques, la saine gestion et la sécurité des barrages ainsi que la sensibilisation des usagers et l'éducation populaire.

## Plan directeur de l'eau
L'OBVD a été mandaté par le Ministère du Développement Durable, de l'Environnement et de la Lutte contre les Changements Climatiques (MDDELCC) pour rédiger un plan directeur de l'eau faisant le portrait des bassins versants sur le territoire visé par l'organisme, poser un diagnostic, faire état des enjeux et des orientations priorisés par les acteurs du milieu et finalement élaborer un plan d'action. 